# Jerry Dammers
 (novembre 2021).
Si vous disposez d'ouvrages ou d'articles de référence ou si vous connaissez des sites web de qualité traitant du thème abordé ici, merci de compléter l'article en donnant les références utiles à sa vérifiabilité et en les liant à la section « Notes et références ».
Jerry Dammers (de son vrai nom Jeremy Dammers), né le 22 mai 1955, à Ootacamund (Udhagamandalam), en Inde, est le fondateur et le claviériste du groupe de ska de Coventry The Specials (nommé plus tard « The Special A.K.A. »).
Il a également contribué à créer le label 2 Tone, qui est en grande partie à la base du « revival » de la musique ska dans les années 1980. Il lance une campagne anti-apartheid, écrivant le titre Free Nelson Mandela pour le leader sud-africain de l’ANC, et organise un immense concert de soutien à Nelson Mandela au stade de Wembley, à Londres, le 11 juin 1988.
Cette même année, il joue avec Madness sur le titre I Pronounce You.
Désormais loin des projecteurs, Dammers s'investit dans la production mais il est régulièrement DJ dans les clubs anglais, où on le croise régulièrement derrière les platines.